# Alphitonia xerocarpus
Alphitonia xerocarpus är en brakvedsväxtart som beskrevs av Henri Ernest Baillon. Alphitonia xerocarpus ingår i släktet Alphitonia och familjen brakvedsväxter. Inga underarter finns listade i Catalogue of Life.